# Міністерство фінансів Єгипту
Міністерство фінансів Єгипту – орган виконавчої влади, що відповідає за підвищення темпів економічного зростання та створення робочих місць, сприяючи підвищенню рівня життя людини й суспільства в цілому.

## Мета
Метою міністерства є розробка фінансової політики та планів держави, координація бюджетів, оптимізація видатків уряду та розвиток податкових надходжень задля досягнення економічних і соціальних цілей.

## Функції
- Пропонування бюджетно-податкової політики
- Розробка планів і програм, що стосуються фінансових аспектів
- Підготовка чорнових проєктів бюджету та їх просування до зацікавлених органів влади
- Нагляд за реалізацією державного бюджету після його ратифікації парламентом, а також оцінка результатів такої реалізації
- Практика спостереження, контролю й технічного нагляду за фінансовими й бухгалтерськими системами
- Планування та подальші закупівлі й продаж в інтересах адміністративного апарату держави та її органів
- Вивчення фінансового законодавства та висловлювання думки у питаннях законопроєктів, підготованих іншими міністерствами, що мають наслідком нові фінансові витрати
- Дослідження бюджетно-податкової політики на тлі фінансового та економічного розвитку як внутрішнього, так і зовнішнього.
- Участь в огляді всіх міжнародних конвенцій, що стосуються грантів і кредитів
- Проведення необхідних законодавчих досліджень разом з відповідними органами для інтеграції фінансових планів до генерального плану держави
- Вимірювання фінансових ресурсів та об'єднання остаточного прибутку та загальних резервів
- Контроль державної казни, контроль реалізації цінних паперів, карбування монет
- Контроль Національного інвестиційного банку
- Управління коштами, відчуженими на користь держави за рішенням суду